# Mirko Sandić
Mirko Sandić, serbisk kyrilliska Мирко Сандић, född 9 maj 1942 i Belgrad, död 24 december 2006 i Belgrad, var en jugoslavisk (serbisk) vattenpolospelare och -tränare. Han ingick i Jugoslaviens landslag vid olympiska sommarspelen 1960, 1964, 1968 och 1972. Han var chefstränare för Singapores herrlandslag i vattenpolo 1975–1980, Malaysias herrlandslag i vattenpolo 1976, och Egyptens herrlandslag i vattenpolo 1983–1987.

## Spelarkarriär
Sandić gjorde tre mål i den olympiska vattenpoloturneringen i Rom där Jugoslavien slutade på fjärde plats. I den olympiska vattenpoloturneringen i Tokyo tog han OS-silver. Sandićs målsaldo i turneringen var sex mål. Spelarkarriärens höjdpunkt var OS-guld i den olympiska vattenpoloturneringen i Mexico City med ett målsaldo på sjutton mål. Han gjorde sedan fem mål i den olympiska vattenpoloturneringen i München där Jugoslavien slutade på femte plats. I München var Sandić fanbärare för Jugoslavien.

## Tränarkarriär
Sandić anställdes av det jugoslaviska flygbolaget JAT med försäljningen i Singapore, Malaysia och Indonesien som ansvarsområde. Detta gav honom möjligheten att träna Singapores och Malaysias landslag vid sidan om arbetsuppgifterna på flygbolaget. Singapore tog brons i vattenpolo vid asiatiska spelen 1978 med Sandić som tränare. Han tränade sedan VK Partizan 1980–1983 och därefter det egyptiska landslaget fram till år 1987. Sandić valdes in i The International Swimming Hall of Fame 1999.